# Budaörs-belváros busz
A Budaörs-belváros busz a Budaörsi lakóteleptől indulva járta körbe Budaörsöt. A vonalat a Budapesti Közlekedési Zrt. üzemeltette.

## Története
A Budaörs-belváros busz 2007. augusztus 27-én indult a Budaörsi Önkormányzat megrendelésére a lakóteleptől a vasútállomáshoz, a belváros érintésével. A 2008-as paraméterkönyv bevezetésének első ütemében, augusztus 21-én a 289-es számjelzést kapta.

## Útvonala
| Budaörsi lakótelep → Budaörs vasútállomás → Budaörsi lakótelep |
| --- |
| Budaörsi lakótelep vá. – Baross utca – Petőfi Sándor utca – Kisfaludy utca – Kossuth Lajos utca – Nefelejcs utca – Szabadság út – Templom tér – Clementis László utca – Dózsa György utca – Deák Ferenc utca – Csata utca – Károly király utca – Kinizsi utca – Raktár utca – Budaörs vasútállomás – Raktár utca – Kinizsi utca – Károly király utca – Csata utca – Ady Endre utca – Baross utca – Budaörsi lakótelep vá. |

## Megállóhelyei
| 0  | Budaörsi lakótelep végállomás |                      |
| 2  | Bretzfeld utca                | 40, 140, Budaörs     |
| 3  | Széles utca                   | Budaörs              |
| 4  | Petőfi Sándor utca            | Budaörs              |
| 5  | Szabadság út                  | 40, 40, 88, Budaörs  |
| 7  | Kossuth Lajos utca            |                      |
| 8  | Egészségügyi Központ          |                      |
| 10 | Templom tér                   | 40, 40, 88           |
| 11 | Arany János utca              |                      |
| 12 | Stefánia utca                 |                      |
| 13 | Deák Ferenc utca              |                      |
| 14 | Csata utca                    | 72, 88, Budaörs      |
| 16 | Agip utca                     | 72, 88, Budaörs      |
| 17 | Budaörs vasútállomás          | Budaörs              |
| 18 | Agip utca                     | 72, 88, Budaörs      |
| 20 | Ady Endre utca                | 72                   |
| 21 | Ady Endre utca 9.             |                      |
| 22 | Árpád utca                    | Budaörs              |
| 23 | Széles utca                   | Budaörs              |
| 24 | Baross utca                   | 40, 140, Budaörs     |
| 25 | Budaörsi lakótelep végállomás | 40, 40, 140, Budaörs |